# Schlacht um Midway
1941

Thailand – Malaiische Halbinsel – Pearl Harbor – Hongkong – Philippinen – Guam – Wake – Force Z – Borneo
1942

Burma – Rabaul – Singapur – Sumatra – Timor – Australien – Java – Salamaua–Lae – Bougainville/Buka – Shortland-Inseln – Indischer Ozean – Port Moresby – Tulagi – Korallenmeer – Midway – Nordamerika – Buna-Gona – Kokoda-Track – Nauru/Ocean Island
Die Schlacht um Midway war eine Seeschlacht während des Pazifikkriegs im Zweiten Weltkrieg. Vom 4. bis zum 7. Juni 1942 kämpften bei den Midwayinseln große Verbände der Kaiserlich Japanischen Marine und der United States Navy. Die Schlacht, die mit der Versenkung von vier japanischen Flugzeugträgern bei nur einem versenkten US-Träger endete, gilt als Wendepunkt des Pazifikkriegs. Fortan befanden sich die japanischen Streitkräfte in der Defensive.

## Auslösende Faktoren
Seit das Kaiserreich Japan im Dezember 1941 die westlichen Alliierten angegriffen hatte, führten die kaiserlichen Streitkräfte einen äußerst erfolgreichen Feldzug zur Eroberung der britischen und niederländischen Kolonien in Südostasien. Als sich im Frühjahr 1942 die Operationen zur Eroberung der rohstoffreichen Gebiete in British Malaya und Niederländisch-Indien ihrem Ende näherten, gab es im japanischen Oberkommando (Daihon’ei) Diskussionen über das weitere Vorgehen.
Eine Fraktion wollte weiter nach Westen in Richtung Britisch-Indien und des Suezkanals vorstoßen und dort die Verbindung mit dem deutschen Afrikakorps herstellen. Eine andere Fraktion hingegen favorisierte ein Vorstoßen in Richtung Fidschi–Samoa, um die Verbindungslinien der Alliierten zwischen Australien und den USA zu unterbrechen. Nach dem amerikanischen Luftangriff auf Tokio am 18. April 1942 (Doolittle Raid) änderten sich die japanischen Pläne. Bis zu diesem Zeitpunkt war die nach dem Überfall auf Pearl Harbor geschwächte US-Pazifikflotte als keine ernstzunehmende Bedrohung erschienen, und da es im Zentralpazifik keine Ziele gab, deren Eroberung sich lohnte, waren die Japaner seit den Eroberungen der Inseln Wake und Guam nicht weiter in dieses Gebiet vorgestoßen. Nach dem Angriff auf Tokio erklärte Admiral Yamamoto Isoroku die Vernichtung der verbliebenen US-Flotte – insbesondere ihrer Flugzeugträger – zur höchsten Priorität. Dies sollte weitere Angriffe gegen Japan unmöglich machen, jede denkbare Bedrohung durch US-Streitkräfte ausschließen und einen Verhandlungsfrieden mit den USA begünstigen.
Die Midwayinseln sind nach dem kleinen Kure-Atoll die westlichsten der Nordwestlichen Hawaii-Inseln und waren damals der westlichste Vorposten der US-Amerikaner im Zentralpazifik. Der strategische Wert der Inseln selbst war gering; wegen ihrer geringen Größe eigneten sie sich nur als Aufklärungsstützpunkt, aber nicht als größere Basis. Als Auftankstation für die aus Pearl Harbor gegen Japan operierenden U-Boote erwiesen sie sich allerdings als nützlich – die Boote konnten so erheblich länger im Einsatzgebiet bleiben, da Hin- und Rückweg zwischen Pearl Harbor und Midway zusammen über 3500 Kilometer ausmachen. Pläne zur Eroberung von Midway gab es auf Seiten der Japaner zwar schon seit dem Beginn des Krieges, sie waren jedoch nie ausgeführt worden, weil der Aufwand zur Versorgung der eroberten Inseln als größer erachtet wurde als ihr Nutzen als Aufklärungsbasis.
Aufgrund der relativen Nähe zu Pearl Harbor, dem einzigen als große Flottenbasis verwendbaren Hafen, der den US-Streitkräften abseits der Häfen an der US-Westküste im Pazifik zur Verfügung stand, konnten die Amerikaner es sich nicht leisten, die Insel ohne Weiteres zu verlieren. Eine Invasion von Midway bot die Möglichkeit, die US-Pazifikflotte trotz ihrer Schwäche zu einer Entscheidungsschlacht zu zwingen.

## Die japanische Strategie

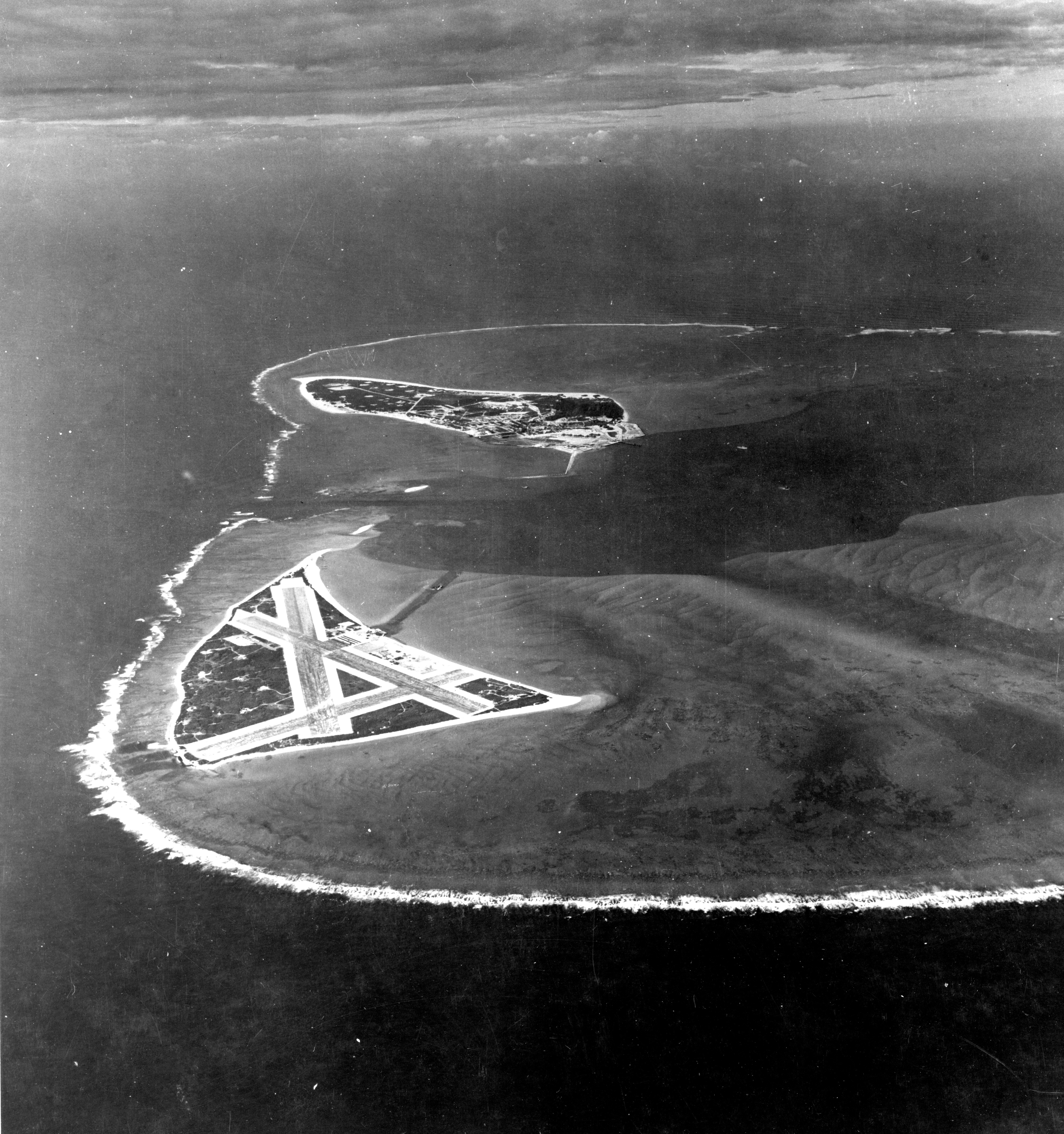
Das Midway-Atoll 1941

Das Midway-Atoll erlangte während der „Operation AI“, dem Angriff auf Pearl Harbor, zuerst an Bedeutung für die Japaner, denn sie griffen Midway in der Nacht vom 7. auf den 8. Dezember 1941 an. Das Atoll wurde von den japanischen Zerstörern Sazanami und Ushio, der sogenannten „Midway-Neutralisierungseinheit“, beschossen, um den Rückzug der Kidō Butai von Hawaii zu sichern. Das Unternehmen war eine Verschwendung japanischer Ressourcen, da sich auf der Insel zu dieser Zeit keine US-Streitkräfte befanden, die den japanischen Schiffen, die Pearl Harbor angegriffen hatten, Schaden hätten zufügen können.
Erst am 25. Dezember wurde das Geschwader VMF-221 nach Midway geflogen, das ursprünglich für den Einsatz auf Wake vorgesehen war.
Das Atoll wurde danach noch am 25. Januar und am 8. und 10. Februar 1942 von japanischen U-Booten beschossen, die aber keinen Schaden verursachten.

### Die japanische Planung
Die Operation MI war als Ergänzung zu dem japanischen Erfolg geplant, der die Schlachtschiffstärke der US-Pazifikflotte in Pearl Harbor eliminiert hatte. Die Japaner wollten US-Flugzeugträger und andere noch existierende große Kriegsschiffe ausschalten, um freie Hand beim Aufbau ihrer Großostasiatischen Wohlstandssphäre zu bekommen.
Der Plan sah vor, die beiden kleinen Atoll-Inseln (Sand Island und Eastern Island) einzunehmen und dort eine eigene Luftbasis aufzubauen. Dies sollte die Amerikaner veranlassen, ihre Trägerflotte nach Midway in Marsch zu setzen. Die kampferprobte japanische Übermacht wollte sie dort angreifen und möglichst alle feindlichen Träger vernichten. Als letztlich erfolgloses Ablenkungsmanöver war gleichzeitig ein Schlag gegen die Aleuten im nördlichen Pazifik geplant (vgl. Schlacht um die Aleuten).
Der Angriff sollte zugleich eine Vergeltungsmaßnahme für den Luftangriff auf Tokio im April 1942 sein und sollte zur Vorbereitung auf mögliche gegnerische Angriffe gegen die Inselgruppe der Fidschis und Samoa während der geplanten Operation FS und damit verbundene Unternehmen sowie gegen die hawaiianische Inselgruppe selbst sein.
Nach einem Sieg wäre die Übermacht der Japaner im Pazifik so groß geworden, dass man, so die japanische Hoffnung, eventuell einen Friedensvertrag hätte aushandeln können, der die aktuellen Grenzen festschrieb – wie es die japanische Endsieg-Strategie vorsah.

## Ausgangslage
Nach der Schlacht im Korallenmeer am 7. und 8. Mai 1942, bei der der Flugzeugträger Lexington der Amerikaner verloren gegangen und der Träger Yorktown schwer beschädigt worden war, verhielten sich die Japaner abwartend. Die Führungsebene der amerikanischen Marine vermutete, dass der Gegner seine Kräfte sammle, um eventuell die Invasion Australiens vorzubereiten. Als weiteres mögliches Ziel fasste man Port Moresby auf Neuguinea ins Auge. Je länger die japanische Flotte verborgen blieb, desto stärker richtete sich der Verdacht auf einen bevorstehenden Angriff auf die Flottenbasis in Pearl Harbor. Als nächstes Ziel erschien das Midway-Atoll als Ausgangsbasis für weitere Angriffe der Japaner plausibel. Die Japaner wiederum nahmen an, die USA seien bereits kriegsmüde.

### Funkaufklärung
Ein wesentlicher Faktor im Vorfeld der Schlacht von Midway war die Entzifferung des japanischen JN-25-Marinecodebuchs und die vereinte Funkaufklärung amerikanischer, britischer, australischer und niederländischer Kräfte. Zu nennen sind die Stationen HYPO auf Hawaii und CAST auf den Philippinen, die Gruppe Op‑20‑G in Washington, die britischen Stationen in Hongkong und Singapur, die Gruppe in Bletchley Park sowie niederländische Kräfte im ost-indischen Batavia. Ungenannt bleiben die Posten, die das Abfangen und die Weiterleitung der Nachrichten übernahmen. In der Literatur wird betreffend der Midway-Codes oft die Arbeit von Joseph Rochefort betont, der 36-Stunden-Schichten schließlich im Bademantel durcharbeitete, während die maßgeblichen Ideen zur Positionsbestimmung von Midway von Jasper Holmes stammten.
Die US-Funkaufklärung Op‑20‑G empfing einige Tage nach der Korallenmeerschlacht eine Nachricht, die an alle großen japanischen Flugzeugträger gerichtet war und einem Einsatzbefehl glich. Kurz danach erging ein weiterer Funkspruch an die Goshu Maru, in dem von einem Zielkürzel AF die Rede war. Den Amerikanern war bekannt, dass solche Kürzel für diverse Ziele im Pazifikraum benutzt wurden. So stand beispielsweise RZP für Port Moresby, R für Rabaul, PS für Saipan und AH für Oʻahu. Da einige der A-Kürzel Hawaii und umliegende Inseln bezeichneten, vermuteten einige Funkaufklärer Midway als AF.
Die amerikanischen Funker auf der Insel Corregidor in der Bucht von Manila hatten schon im März AF als Midway identifiziert, aber durch die japanische Besetzung der Philippinen bestand kein Kontakt mehr zu ihnen. Admiral Chester W. Nimitz entschied sich recht schnell für Midway und ließ am 18. Mai Admiral Ernest J. King, der zunächst noch an die Aleuten als Angriffsziel dachte, über den geplanten japanischen Großangriff unterrichten.
Zur Absicherung ihrer Vermutung zum Funkkürzel AF bedienten sich die Amerikaner einer List. Über Seekabel wurde Midway angewiesen, einen Funkspruch im Klartext (unverschlüsselt) an das Oberkommando zu senden, in dem angegeben wurde, dass die Destillationsanlage für die Trinkwassergewinnung defekt sei und man sehr bald unter Wassermangel leiden werde. Das Oberkommando funkte anschließend auch im Klartext zurück, dass mit Wasserlieferungen Abhilfe geschaffen werde. Nun lag es an den Japanern, ob sie die Funksprüche abgehört hatten und wie sie darauf reagieren würden. Kurz danach sendete Tokio den täglichen Geheimdienstreport an alle Schiffe. Eine der Nachrichten lautete, dass auf AF das Wasser knapp werde. Damit war Midway eindeutig identifiziert, und Nimitz beorderte sofort alle Träger zurück nach Pearl Harbor.
Gegen Ende Mai gelang es den Amerikanern anhand von Funksprüchen der Japaner, auch den vorgesehenen Angriffstag zu identifizieren. Er war für den 4. Juni vorgesehen. Am 28. Mai änderten die Japaner die Kodierung ihres Funkverkehrs, so dass vorläufig keine weiteren Meldungen mehr entschlüsselt werden konnten.

### Verhinderung der japanischen Aufklärung
Im März fand die japanische Operation K statt. Bei dieser Operation waren zwei Flugboote vom Typ Kawanishi H8K1 von Kwajalein zu den Marshall-Inseln gestartet. Die Flugboote hatten dann über Oʻahu Bomben abgeworfen und waren zu den French Frigate Shoals geflogen. Dieses Atoll liegt genau zwischen Hawaii und Midway. Dort wurden die Flugboote von U-Booten aufgetankt. Die enormen Langstreckenleistungen der Flugboote bei diesen letztlich nutzlosen Angriffen beeindruckten das US-Militär, doch waren es nun andere Faktoren, die diese sehr leistungsfähigen Flugboote ins Visier der US-Strategen brachten. Die US-Marine vermutete zu Recht, dass dieses Spiel wiederholt würde, mit dem Ziel, die amerikanische Flotte durch die Kawanishi-H8K-Flugboote aufzuklären. Deshalb wurde ein US-Flugboot bei dem Atoll platziert. Das US-Flugboot machte auch prompt drei japanische U-Boot-Periskope aus. Vor den japanischen U-Booten war das US-Flugboot durch den Korallengürtel geschützt. Die Japaner mussten so auf die tatsächlich geplanten Aufklärungsflüge der H8K1-Flugboote verzichten und konnten sich somit kein Bild von der tatsächlichen Stärke der unterlegenen US-Kräfte machen. Allerdings bewerteten die Japaner dies nicht als großen Verlust, da sie in jedem Fall die mehrfache Überlegenheit hatten, auch besaßen sie die größere Erfahrung und ihre Besatzungen waren zudem besser ausgebildet und kampferprobt.

### Flottenbewegung
Die Japaner setzten den Trägerkampfverband Kidō Butai von Vizeadmiral Nagumo Chūichi mit vier Flugzeugträgern, dem Flaggschiff Akagi, der Kaga, der Hiryū und der Sōryū, in Richtung Midway in Marsch. Etliche hundert Meilen hinter diesen kamen die Schlachtschiffe des Oberkommandierenden Admirals Yamamoto Isoroku. Aus südwestlicher Richtung näherte sich die dritte japanische Welle unter Vizeadmiral Kondō Nobutake. Mit seinen Zerstörern und Kreuzern bildete er die Invasionsflotte für Midway. Allerdings fehlten Yamamoto zwei seiner Flugzeugträger, die er dringend vor Midway gebraucht hätte: Der Träger Shōkaku war in der Schlacht im Korallenmeer schwer beschädigt worden, während die Zuikaku einen Großteil ihres Bordgeschwaders verloren hatte. Zwei weitere Träger (Jun’yō und Ryūjō) waren zu einem Ablenkungsangriff im Nordpazifik abgezogen worden, um den Angriff auf die strategisch wertlosen Aleuten zu unterstützen. So konnte Yamamoto mit nur vier großen Trägern den Angriff auf Midway starten.

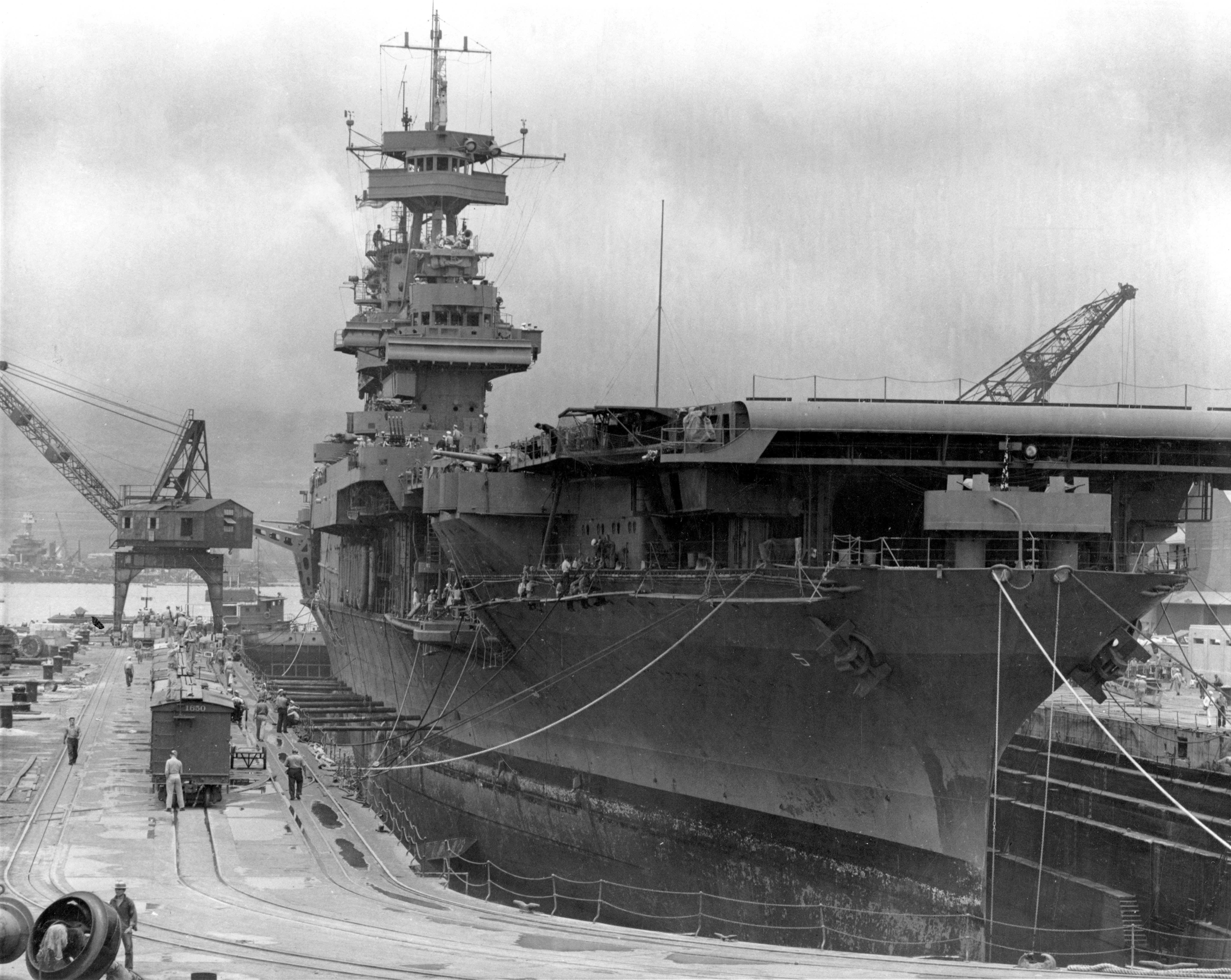
Die Yorktown bei Reparaturarbeiten im Trockendock in Pearl Harbor, 29. Mai 1942

Admiral Nimitz machte seine Flotte klar, bestehend aus den beiden Flugzeugträgern Enterprise (Capt. Murray) und Hornet (Capt. Mitscher) und wartete auf die Japaner. Die Yorktown (Capt. Buckmaster) war im Korallenmeer schwer beschädigt worden und lief am 27. Mai zur Instandsetzung in ein Trockendock in Pearl Harbor ein. Eine erste Begutachtung der Schäden an der Yorktown ergab, dass ein Zeitraum von drei Monaten zur Reparatur der Schäden nötig sein würde.
Da das Schiff jedoch dringend für die Verteidigung Midways benötigt wurde, wurden die Arbeiten an allen anderen in der Werft liegenden Schiffen vorübergehend eingestellt und das freigewordene Personal zur Yorktown geschickt; 2000 Werftarbeiter arbeiteten daraufhin ununterbrochen in Tag- und Nachtschichten. Zusätzlich wurden die Arbeitsprozesse drastisch vereinfacht. So wurden zerschossene Stahlplatten nicht durch neue ersetzt, sondern nur die verbogenen Teile mit Schneidbrennern herausgetrennt und die Löcher mit auf der Werft vorgefundenem Stahl „überplattet“.
Am 29. Mai um 9 Uhr, nur zwei Tage später und nicht nach den geschätzten drei Monaten, war die Yorktown wieder einsatzfähig. Sie lief, jetzt als Flaggschiff von Admiral Frank J. Fletcher, dem Befehlshaber der Task Force 17, hinter den zwei vorauslaufenden Trägern her. Zusätzlich wurde die Luft- und Landverteidigung von Midway erheblich aufgerüstet.

### Aufklärungsflüge und erster Kontakt

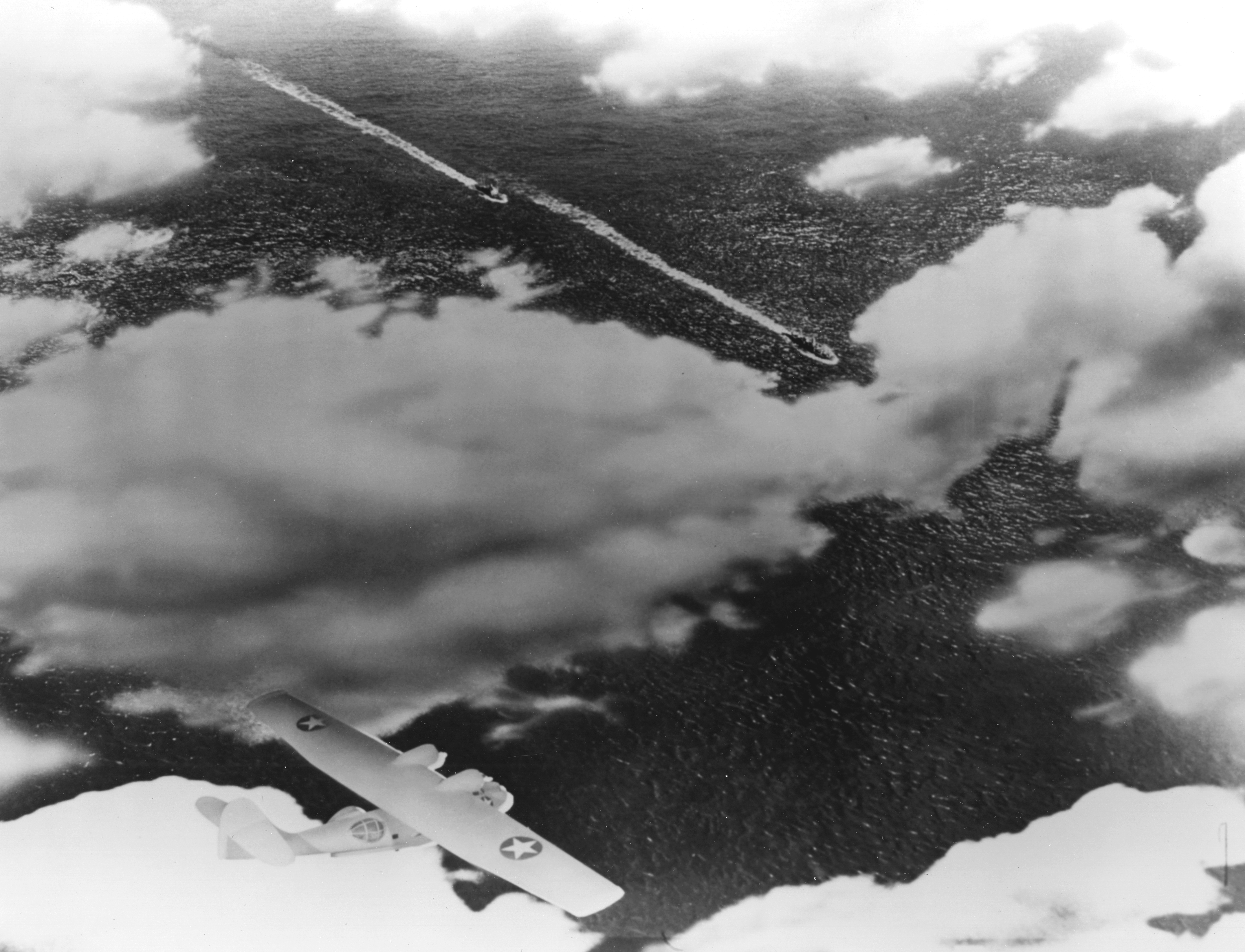
Sichtung der japanischen Minensucher (Diorama)

Um dem Angriff erfolgreich begegnen zu können, sandte Nimitz die Kampfgruppen TF-16 (KAdm. Spruance, Enterprise und Hornet) und TF-17 (KAdm. Fletcher, Yorktown) in eine Position 300 Meilen nordöstlich von Midway. Dazu kamen als Fernaufklärer Flugboote vom Typ PBY-5/-5A „Catalina“, die in einem Radius von 600 Seemeilen um Midway herum aufklärten.
Auch am Morgen des 3. Juni waren die amerikanischen Fernaufklärer wieder in der Luft. Die erste Sichtung erfolgte gegen 9:00 Uhr, als etwa 470 Meilen westsüdwestlich vor Midway zwei japanische Minensuchboote entdeckt wurden. Eine halbe Stunde später machte ein PBY-Flugboot in einer Entfernung von rund 700 Meilen die japanische Transportflotte aus, die in Richtung Osten lief. Später am Tag bombardierten amerikanische B-17 den Konvoi, richteten aber keinen Schaden an. Am Nachmittag hoben von Midway vier PBY ab, um in der Nacht die japanische Transportflotte anzugreifen. In den ersten Stunden des 4. Juni konnte der Tanker Akebono Maru mit einem Torpedo getroffen werden. Er wurde aber nur leicht beschädigt und fuhr mit der Flotte weiter.

## Die Schlacht am 4. Juni 1942

### Der Angriff

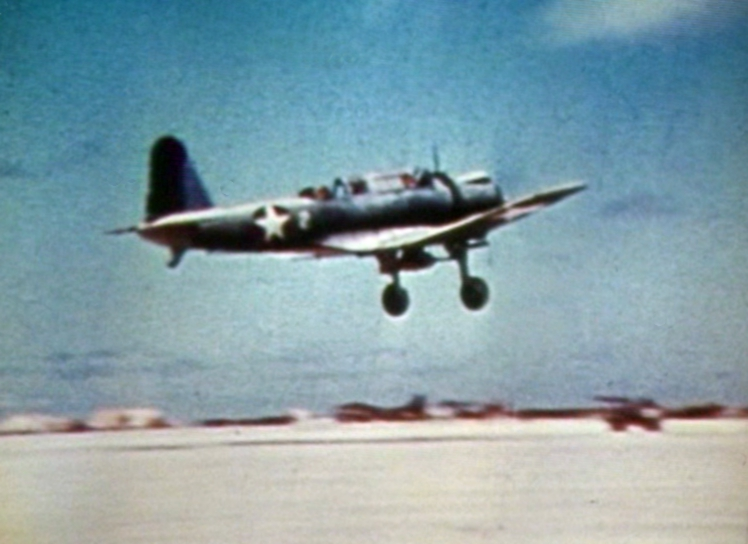
Eine Vindicator startet von Midway zum Angriff auf die japanische Flotte

Kurz nach 05:30 Uhr meldete eine Aufklärungsmaschine die Sichtung der japanischen Trägerflotte 320 Kilometer (knapp 200 Meilen) nordwestlich von Midway. Einige Minuten später konnte eine andere Maschine diese Nachricht bestätigen und zusätzlich melden, dass die Japaner mehr als 100 Kampfflugzeuge und Bomber von ihren Flugzeugträgern in Richtung Midway gestartet hatten. Sofort wurden auf dem Atoll alle Vorbereitungen zur Verteidigung der Insel getroffen. Die amerikanischen Flugzeuge auf Midway wurden gestartet. Die Flottenverbände TF-16 und TF-17 hatten die Meldungen ebenfalls vernommen. Diese sprachen jedoch nur von zwei – statt der erwarteten vier – Flugzeugträgern.
Folgende Verbände flogen von Midway gegen die japanische Flotte:
- VMSB-241 (Major Lofton R. Henderson) mit 16 SBD-2 „Dauntless“ (Sturzkampfbomber)
- VMSB-241 (Major Benjamin W. Norris) mit 11 SB2U-3 „Vindicator“ (Sturzkampfbomber)
- VT-8 Det. (Lt. Langdon K. Fiberling) mit 6 TBF-1 „Avenger“ (Torpedobomber)
- 69th Bombardment Squadron/3rd BG(M) (Capt. William F. Collins) mit 4 B-26B „Marauder“ – mittlere Bomber der USAAF, die jeweils einen Torpedo trugen
- 431st Bombardment Squadron (LtCol. Walter C. Sweeney) mit 14 B-17E „Flying Fortress“ – schwere Bomber der USAAF, die zum Angriff gegen die Invasionsflotte gestartet waren und umdirigiert wurden

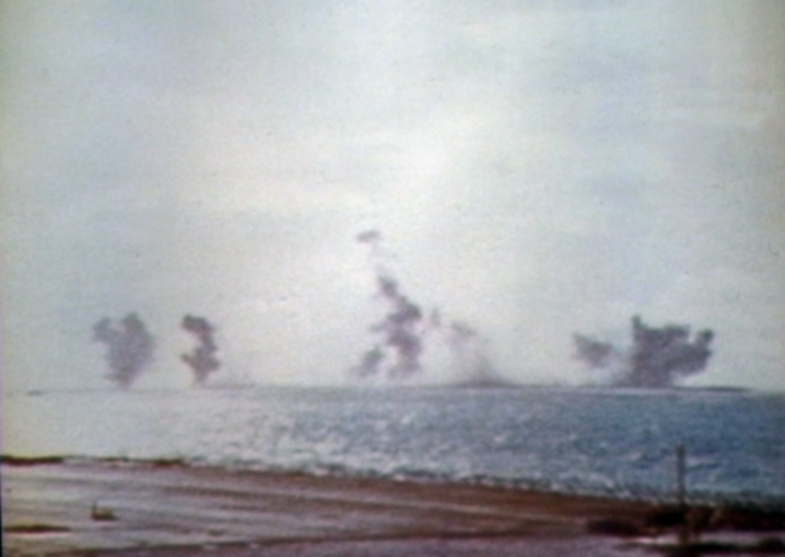
Eastern Island im Bombenhagel

Die Jagdstaffel VMF-221 (Maj. Floyd B. Parks) mit 20 F2A-3 „Buffalo“ und 5 F4F-3 „Wildcat“ wurde nicht zum Schutz der Bomber, sondern zum Schutz Midways eingesetzt und fing die japanische Formation um 6:15 Uhr ab. Die japanischen Mitsubishi-A6M-Zero-Jäger, welche die Bomber begleiteten, fügten den amerikanischen Jagdverbänden erhebliche Verluste zu. 17 Jäger der US Navy wurden abgeschossen, nur zwei Maschinen waren nach der Landung noch flugtauglich. Ein Pilot bemerkte bitter in Bezug auf die ungünstige Ausgangslage des überstandenen Luftkampfes: „Jeder Kommandeur muss sich bewusst sein, dass, wenn er seine Piloten in einer F2A-3 aufsteigen lässt, diese verloren sind, bevor sie den Boden verlassen haben.“
Um 6:30 Uhr erreichte die japanische Kampfgruppe Midway und bombardierte 20 Minuten lang beide Inseln. Auf Eastern Island wurden Ziele getroffen, aber die Start- und Landebahnen blieben fast unbeschädigt. Auf Sand Island wurden Öltanks, der Wasserflugzeughangar und andere Gebäude zerstört. Der kommandierende japanische Pilot Kaigun-Shōi Joichi Tomonaga meldete wegen der geringen Schäden, dass eine zweite Welle nötig sei, um die amerikanische Verteidigung entscheidend zu schwächen. Admiral Nagumo hatte die Hälfte seiner Flugzeuge für einen Angriff gegen die US-Trägerflotte an Deck, falls diese wider Erwarten auftauchen sollte. Da sie bisher nicht entdeckt worden war, ordnete er die Umrüstung der Bomber von See- auf Landzielbomben und von Torpedos auf Bomben an.

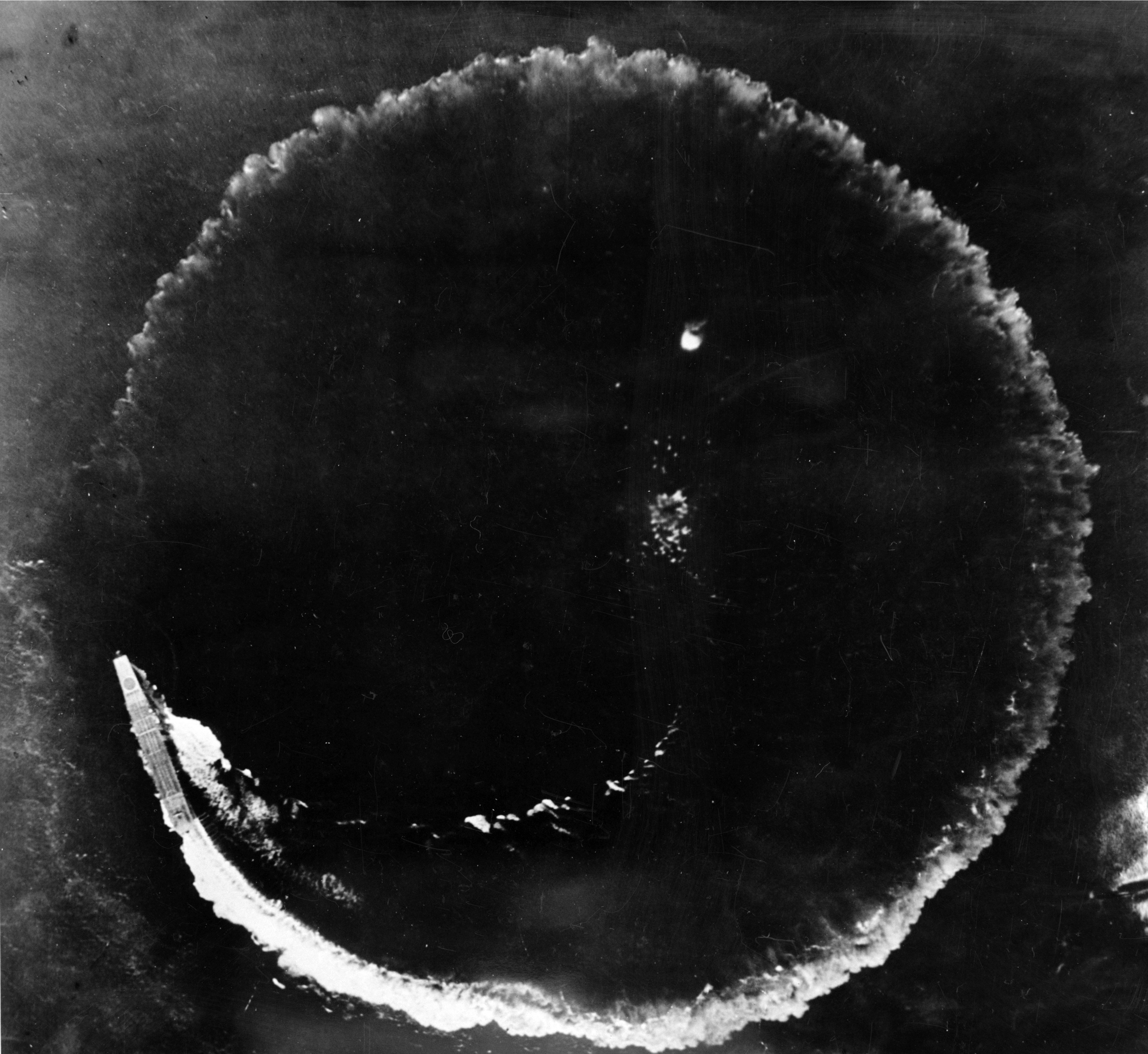
Der Träger Soryu führt während eines Angriffs von B-17E Flying Fortress ein Ausweichmanöver durch

Während sich die japanischen Maschinen auf dem Rückweg zu ihren Trägern befanden, griffen die amerikanischen Bomber aus Midway die feindlichen Schiffe an. Ohne Jagdschutz und mit vielen unerfahrenen Piloten waren die Verluste der Amerikaner hoch, ohne dass sie auch nur einen Treffer erzielen konnten. Als erstes griffen die sechs von Midway gestarteten landgestützten TBF-Avenger-Torpedobomber an. Fünf von sechs wurden, beim ersten Kampfeinsatz dieses Flugzeugtyps überhaupt, abgeschossen. Ihnen folgten vier B-26 – gleichfalls von Midway kommend –, die Torpedos abwarfen. Zwei B-26 wurden abgeschossen.
Zur selben Zeit sichtete ein japanisches Aufklärungsflugzeug die amerikanische Flotte, ohne zunächst die Träger zu entdecken. Vizeadmiral Nagumo ließ sofort die Umrüstung der Bombenflugzeuge stoppen.
Es folgten 16 SBD-Sturzkampfbomber, die nichts trafen, aber acht SBD gingen verloren. Für die meisten amerikanischen Piloten war dies der erste Kriegseinsatz. Sie hatten nur eine überstürzte Ausbildung erhalten. Es folgte ein Angriff von 15 B-17-Bombern aus 4000 m Höhe, die nichts trafen. Nun erreichten die elf „Vindicator“ aus Midway die Schiffe und griffen sie erfolglos mit Bomben an. Sie verloren drei Maschinen.

### Wendepunkt

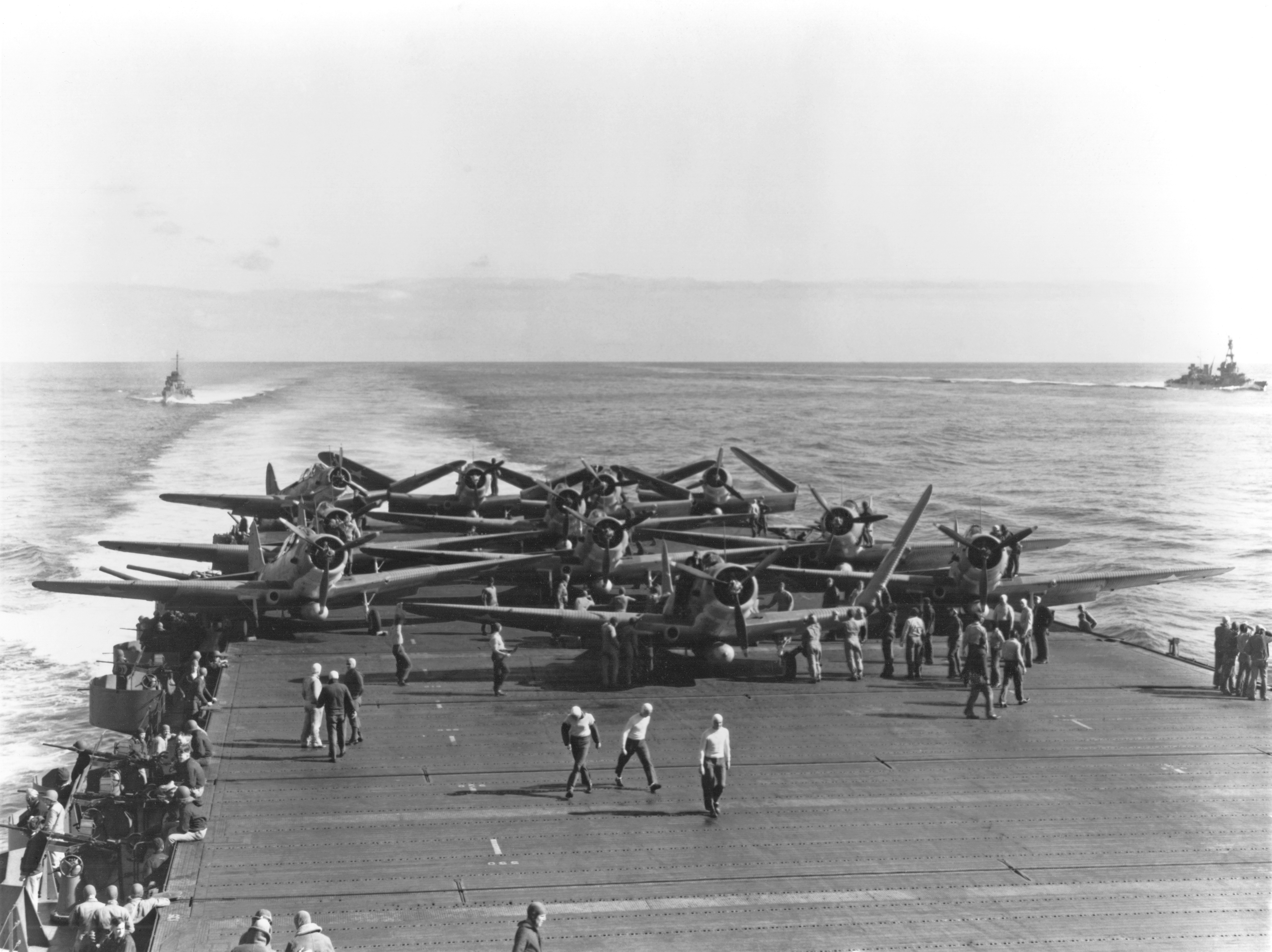
Die Douglas TBD der Enterprise vor dem Start; 12 von 14 Maschinen gingen verloren

Um 7:00 Uhr starteten die Träger Hornet und Enterprise ihre Trägergeschwader. Von der Enterprise startete die Staffel VT-6 mit 14 Torpedobombern (TBD-1 „Devastator“), VB-6 und VS-6 mit 34 Sturzbombern (SBD „Dauntless“) und VF-6 mit zehn Jägern (F4F-4 „Wildcat“), um die japanischen Träger anzugreifen. Von der Hornet startete VT-8 mit 15 TBD-1, VB-8 und VS-8 mit 34 SBD-3 und VF-8 mit zehn F4F-4. Bald darauf, beginnend um 8:38 Uhr, wurden auch die Flugzeuge der Yorktown gestartet, die zuerst zurückgehalten wurden, falls die beiden anderen japanischen Träger noch auftauchten. Von dort startete VT-3 mit zwölf TBD-1, VB-3 mit 17 SBD-3 und VF-3 mit sechs F4F-4. Insgesamt wurde der Angriff von 84 SBD-3, 41 TBD-1 und 26 F4F-4 geflogen.
Unklarheit herrschte an Bord der amerikanischen Träger über den Kurs, den die Flugzeuge nehmen sollten. Für die 59 Flugzeuge der Hornet befahl Cmdr. Stanhope Ring einen nördlicheren Kurs. Doch die Staffeln VB-8, VS-8 und VF-8 konnten keine Japaner entdecken. Lediglich die 15 Torpedobomber (TBD) unter Lt.Cmdr. John Waldron, der einen südlicheren Kurs befohlen hatte, waren erfolgreich. Sie fanden die Japaner als Erste und wurden vollständig vernichtet. Kurz darauf trafen auch die Torpedobomberstaffel der Enterprise ein, von den 14 Torpedobombern gingen zehn verloren.
Die zwölf Torpedobomber der Yorktown flogen ihre Angriffe im Verband mit den anderen Staffeln an, doch auch diese Staffel verlor zehn von zwölf TBDs. Gleichzeitig hatten diese verlustreichen Angriffe aber zur Folge, dass der japanische Jägerschirm auf niedrige Höhe gezogen wurde und die kurz darauf eintreffenden Sturzkampfbomber freie Bahn hatten.
Die Bomber der Enterprise unter Lt.Cmdr. Wade McClusky hätten ebenfalls beinahe den Feind verfehlt. Als am Abfangpunkt nur leere See zu sehen war, nahm McClusky an, dass die Japaner nur nach Norden abgedreht haben konnten – und nicht nach Süden, wie Ring angenommen hatte. Daher entschloss er sich, ebenfalls in diese Richtung zu fliegen. KAdm Spruance sah wegen dieser Entscheidung in McClusky „den herausragenden Helden der Schlacht von Midway“, dessen Vorgehen „das Schicksal der amerikanischen Trägerverbände und der Streitkräfte auf Midway entschied“. Gegen 10 Uhr sah McClusky unter sich den Zerstörer Arashi, der die Jagd auf das amerikanische U-Boot Nautilus aufgegeben hatte und zu Nagumos Kampfverband zurückkehrte. McClusky entschloss sich, dem Zerstörer zu folgen, und erblickte kurze Zeit später den japanischen Trägerverband. Die später gestarteten Staffeln der Yorktown hatten den Kurs der Japaner richtig eingeschätzt und trafen deshalb durch Zufall gleichzeitig mit McCluskys Staffeln ein.

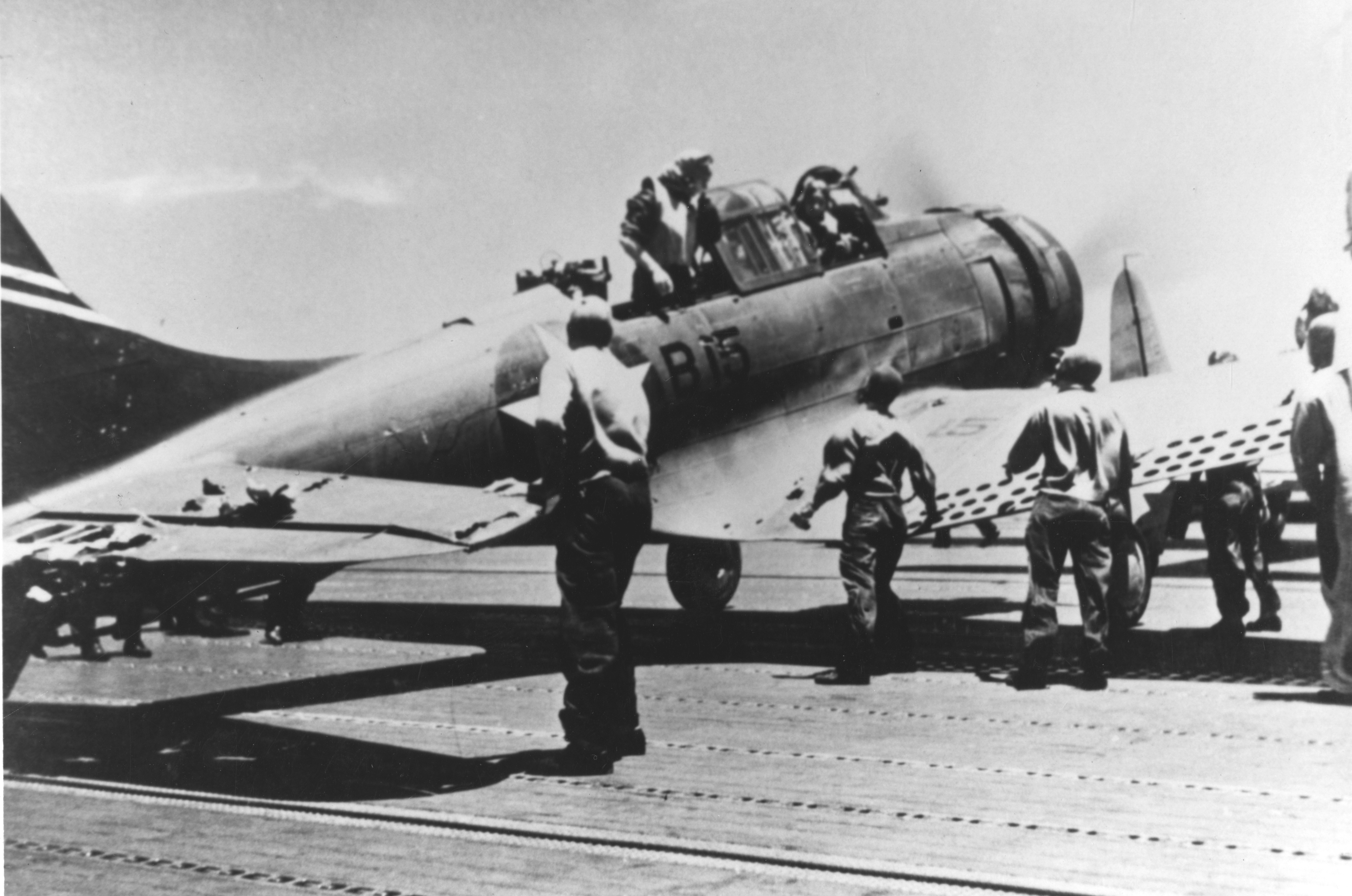
Eine beschädigte Douglas SBD-3 Dauntless ist nach dem Angriff auf den Träger Kaga auf der Yorktown gelandet

Da die japanischen Jagdflugzeuge die Torpedobomber der Yorktown bekämpften und dazu den Jagdschutz auf eine geringe Höhe heruntergezogen hatten, konnten die SBD-Sturzbomber der Enterprise und der Yorktown gegen 10:20 Uhr aus großer Höhe unbemerkt angreifen. Nachdem zuvor in sieben unkoordinierten Angriffen kein einziger Treffer erzielt worden war, gelang es binnen sechs Minuten, drei der vier japanischen Flugzeugträger schwer zu treffen. Die Akagi, die Kaga und die Sōryū fielen völlig aus und konnten sich nicht mehr an der weiteren Schlacht beteiligen. Die Sōryū und die Kaga sanken in den Folgestunden, die Akagi war schwer beschädigt und wurde brennend aufgegeben. Japanische Zerstörer versenkten sie im Morgengrauen des folgenden Tages mit Torpedos, damit das ehemalige Flaggschiff nicht in Feindeshand fiel.

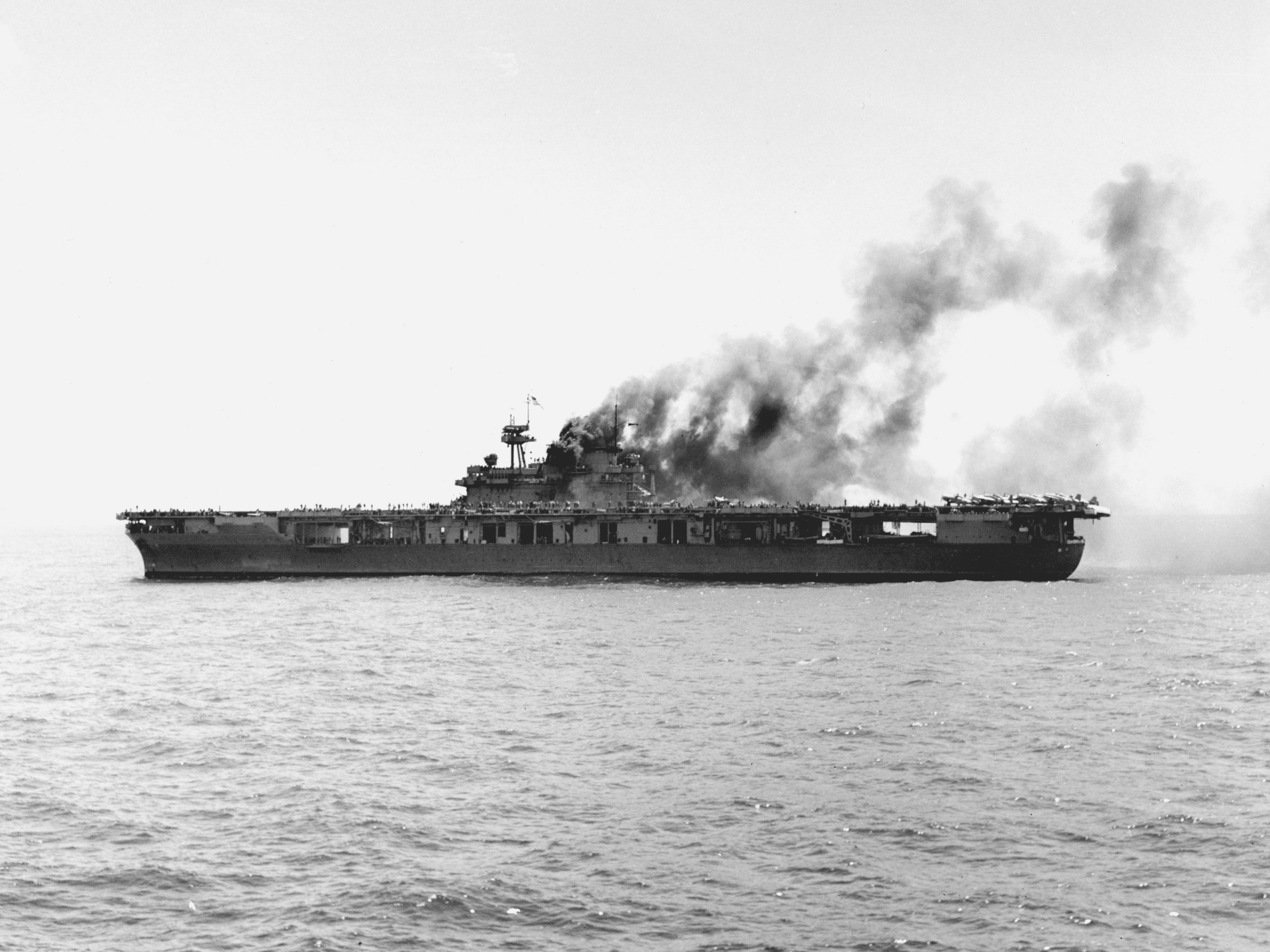
Die Yorktown kurz nach der ersten Bomber-Attacke

Der letzte große japanische Flugzeugträger war die Hiryū. Im Bestreben, den Torpedoflugzeugen auszuweichen, hatte sie sich weit vom übrigen Verband entfernt und wurde daher von den SBDs nicht entdeckt. Von ihr aus startete gegen 11:00 Uhr eine Kampfgruppe von 18 Sturzkampfbombern mit sechs Begleitmaschinen und etwa eineinhalb Stunden darauf eine zweite Gruppe, bestehend aus zehn Torpedobombern und sechs Kampfflugzeugen. Ziel war der Träger Yorktown. Gegen Mittag trafen die Bomber die Yorktown, und die Beschädigung der Kesselanlagen zwang das Schiff vorübergehend zum Anhalten. Die Japaner meldeten, dass sie den Träger als qualmendes und bewegungsloses Wrack zurückließen. Es gelang den Amerikanern jedoch, die Feuer zu löschen und die Maschinenanlage zumindest teilweise wieder in Betrieb zu nehmen. Das Flugdeck konnte ebenfalls wieder klargemacht werden. Um 14:45 Uhr stießen die japanischen Torpedobomber zufällig erneut auf die Yorktown. Da das Schiff Fahrt machte, nicht brannte und einen intakten Eindruck bot, hielten sie es für den zweiten in der Region vermuteten US-Träger und erzielten zwei Torpedotreffer mittschiffs, welche die Yorktown zwar erneut manövrierunfähig und zu einem brennenden treibenden Wrack machten, aber immer noch nicht tödlich trafen. Es kehrten genug japanische Kampfflugzeuge zur Hiryū zurück, um eine dritte Angriffswelle vorbereiten zu können. Die Yorktown konnte ihre eigenen Maschinen jedoch in die Luft bringen und nach der Hiryū suchen lassen. Sie fanden diese am Nachmittag.
Als Hiobsbotschaft für die Japaner meldete nun auch noch ein japanischer Aufklärer den Verband der beiden Flugzeugträger Hornet und Enterprise. Beim Umkreisen machte der Beobachter aber einen Fehler und meldete einen Verband von vier Flugzeugträgern.

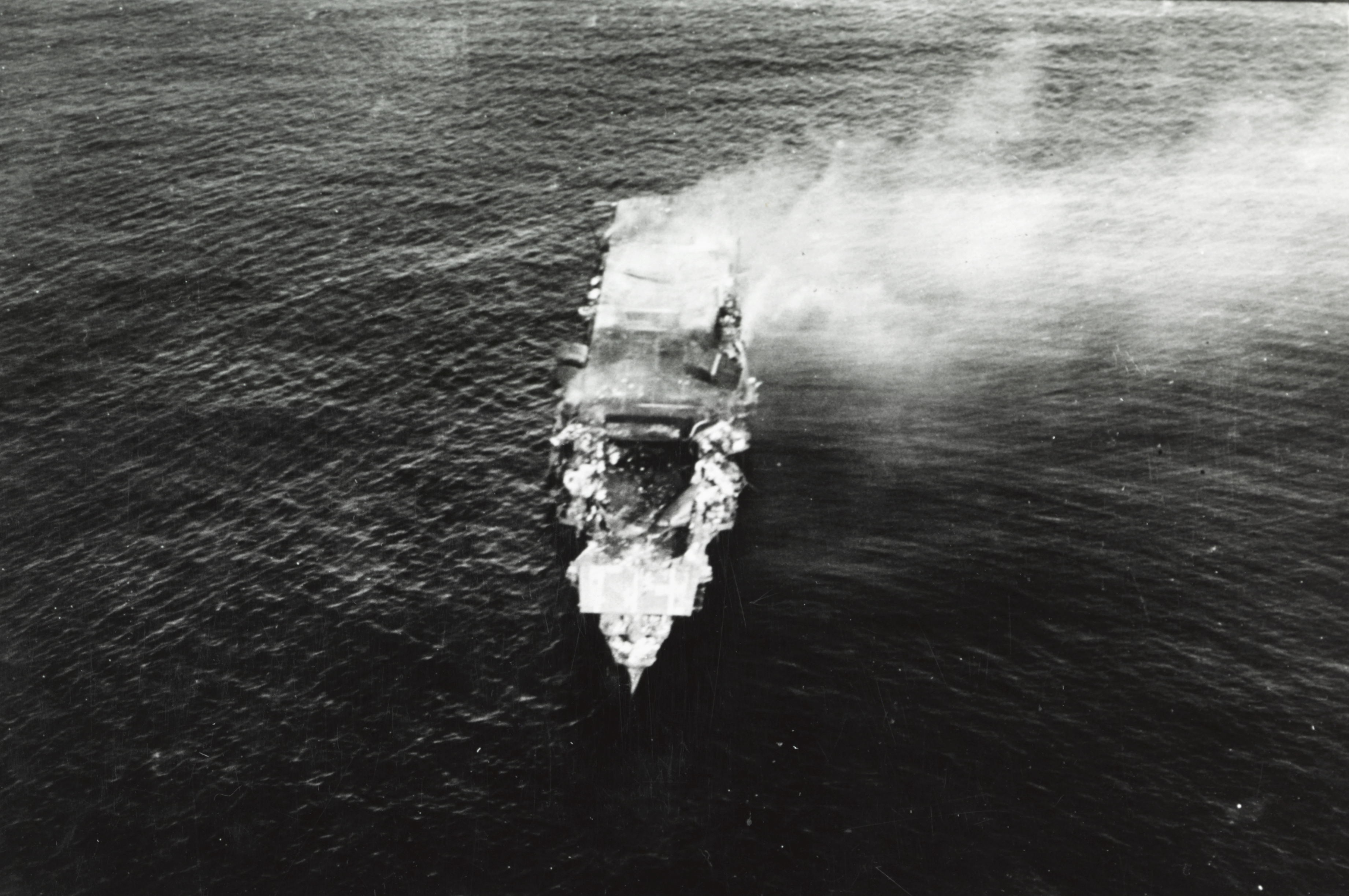
Die brennende Hiryū

Gegen 17:00 Uhr starteten SBD-Sturzbomber von der Enterprise, wobei zehn Bomber von der Yorktown kamen. Sie trafen die Hiryū trotz Jagdschutz mit vier Bomben, die das vordere Flugdeck zerstörten und den Flugzeugträger in Brand setzten. Bis Mitternacht arbeitete der Antrieb der Hiryū noch, dann stoppte das Feuer die Maschinen. Die Besatzung verließ das Schiff, und japanische Zerstörer erhielten den Befehl, das ausgebrannte Wrack mit Torpedos zu versenken, damit es nicht den Amerikanern in die Hände fiel. Früh am Morgen des 5. Juni fand ein Suchflugzeug des kleinen Trägers Hōshō das scheinbar verlassene Schiff und stellte fest, dass noch Überlebende an Bord waren. Der Zerstörer Tanikaze fuhr zur Position der Hiryū, fand aber niemanden. Er wurde später am Tag von mehr als 50 amerikanischen Flugzeugen attackiert, konnte aber mit erfolgreichen Ausweichmanövern entkommen und dabei noch eine SBD abschießen.
In der Nacht fuhr der japanische Verband aus Schlachtschiffen noch mit Höchstgeschwindigkeit nach Midway, um den Stützpunkt zu zerstören. Der Angriff wurde aber abgebrochen, da man die Kampfkraft der Flugzeuge von vier angenommenen Flugzeugträgern und Midway als zu gefährlich ansah, zumal man selber keinen Jagdschutz mehr hatte.
Am 5. Juni um 02:55 Uhr befahl Yamamoto schließlich den Abbruch der Schlacht und den Rückzug der gesamten Flotte nach Westen.

## Nachspiel

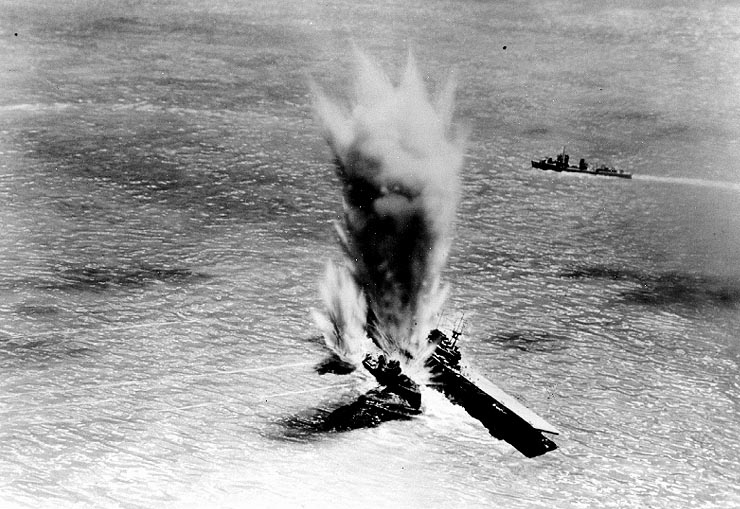
Yorktown und Hammann werden torpediert (Diorama)

Die Yorktown wurde am 6. Juni vom japanischen U-Boot I-168 torpediert und schwer getroffen. Die Amerikaner lagen zu diesem Zeitpunkt mit dem Zerstörer Hammann längsseits, um Reparaturarbeiten auszuführen. Auch er erhielt einen Treffer und sank innerhalb von Minuten. Die Yorktown sank am nächsten Morgen.
Bis zum 7. Juni bombardierten amerikanische Flugzeuge immer wieder einzelne Schiffe der japanischen Flotte. Bei diesen Angriffen wurde der Schwere Kreuzer Mikuma versenkt. Die Trout, ein amerikanisches U-Boot, entdeckte am 9. Juni noch zwei Überlebende.

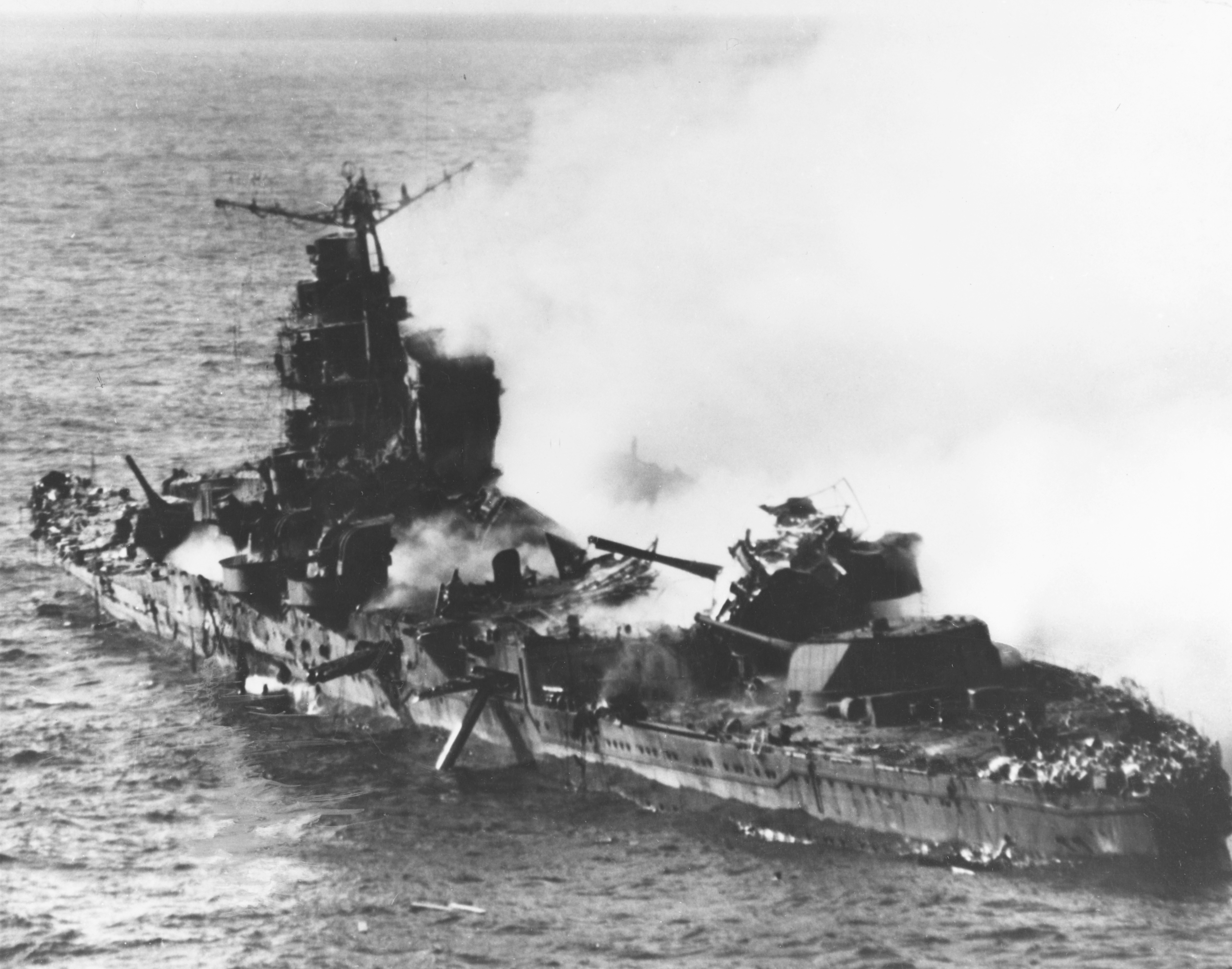
Der sinkende Schwere Kreuzer Mikuma

Am 14. Juni sichtete ein Aufklärer hunderte von Meilen westlich von Midway ein kleines Boot. Diese Sichtung wurde am 19. Juni wiederholt und die Ballard fuhr in das Gebiet. Dort fand sie die 35 Überlebenden der Hiryū, die bereits am Morgen des 5. Juni von den Japanern noch an Bord gesehen worden waren. Kurz bevor das Schiff gesunken war, hatten sie ein Boot gefunden und trieben seitdem im Meer.

## Bedeutung der Schlacht
Die Japaner verloren bei Midway vier ihrer insgesamt sechs großen Flugzeugträger und viele ihrer ausgebildeten Piloten. Ihre Verluste an Flugzeugbesatzungen wogen gegenüber denen der Amerikaner besonders schwer, weil sich darunter viel Ausbildungspersonal befand, das für die Fronteinsätze aus den Fliegerschulen abberufen worden war. Die Japaner hatten in der Folge größere Schwierigkeiten bei der Pilotenausbildung als die Amerikaner.
Dadurch wurde die Schlacht um Midway der Wendepunkt im Pazifikkrieg. Vor Midway hatten die Japaner die Initiative. Aufgrund ihrer Überlegenheit bestimmten sie, wo und wann gekämpft wurde, während die Alliierten für größere eigene Operationen zu schwach waren und nur auf den nächsten japanischen Angriff warten konnten. Durch die schweren Verluste an Trägern und Piloten änderte sich dies, nun waren beide Seiten in etwa gleich stark. Japanische Operationen nach Midway waren allesamt letztendlich vergebliche Versuche, die bei Midway verlorene Initiative zurückzugewinnen. Zwei Monate nach der Schlacht begannen die Alliierten mit der Landung auf Guadalcanal ihre erste Offensive. Danach versuchte die japanische Marine bis zur japanischen Kapitulation 1945 lediglich die Vorstöße der zunehmend stärker werdenden Alliierten zu kontern, die allerdings dem japanischen Kernland immer näher kamen.
Trotzdem war die Schlacht um Midway nicht die Entscheidungsschlacht, als die sie oft angesehen wird. Zwar schwächte sie die japanische Flotte gewaltig und stellte das Gleichgewicht der Kräfte im Pazifik wieder her, doch dies war schon von Beginn des Krieges an unausweichlich. „Bekomme ich Befehl, ohne Rücksicht auf die Konsequenzen Krieg zu führen, so werde ich sechs Monate oder ein Jahr lang wild um mich schlagen. Sollte der Krieg aber ein zweites oder drittes Jahr dauern, sehe ich äußerst schwarz!“ hatte Admiral Yamamoto vor dem Krieg die Lage Japans in Kenntnis der gewaltigen industriellen Überlegenheit der USA eingeschätzt.
In den USA war zu dieser Zeit schon das weltweit größte militärische Schiffbauprogramm aller Zeiten (Emergency Shipbuilding Program) angelaufen. Die Produktion von Kriegsschiffen lief auf Hochtouren. Auch eine vollständige Niederlage der USA mit dem Verlust aller bei Midway eingesetzten Träger ohne japanische Verluste wäre für Japan nur ein kurzfristiger, temporärer Erfolg gewesen. Schon Mitte 1943 überstieg die Anzahl der bis dahin vom Stapel gelaufenen und einsatzfähigen neuen Flugzeugträger inklusive ihrer Kampfflugzeuge die Produktion der Träger der Japaner. Bis zum Ende des Krieges war das Übergewicht der USA erdrückend, selbst wenn die Japaner bis dahin keinen weiteren Träger verloren hätten. Der amerikanische Sieg bei Midway beschleunigte dies und ermöglichte es den USA, früher als erwartet gemäß der „Germany first“-Strategie („Deutschland zuerst“) in großer Stärke auf dem europäischen Kriegsschauplatz einzugreifen.

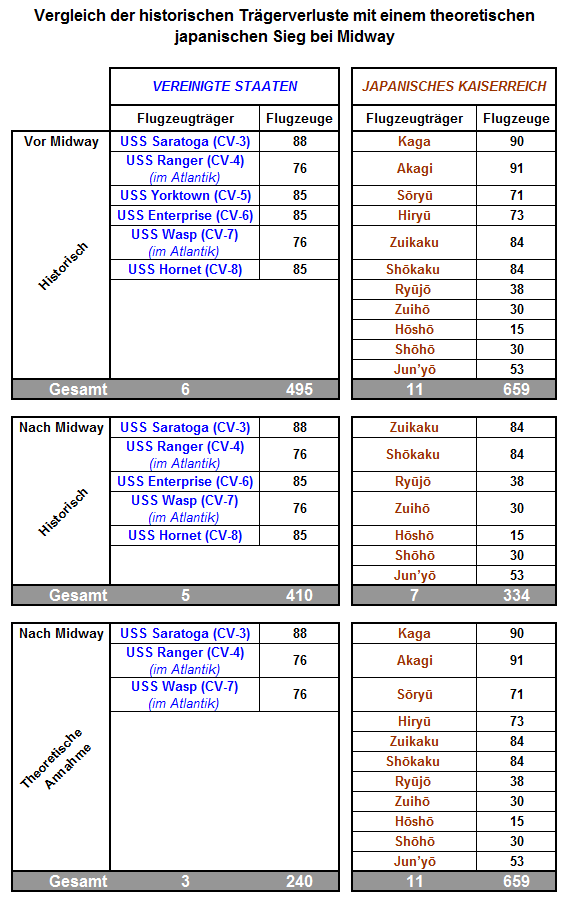
Vergleich der historischen Trägerverluste mit einem theoretischen Sieg der Japaner bei Midway
Flugzeugträger und Flugzeuge von Mitte 1942 bis Mitte 1946
Diagramm zur vorstehenden Tabelle (Japan rot, USA blau)
An der Schlacht beteiligte Flugzeugtypen in der Gegenüberstellung

## Beteiligte Schiffe
Folgende Schiffe waren an der Schlacht um Midway beteiligt. Die meisten jedoch ohne Kampfhandlungen.
| Typ              | Anzahl | Flugzeug       | Kommandant       |
| ---------------- | ------ | -------------- | ---------------- |
| Jagdflugzeug     | 21     | Mitsubishi A6M | Itaya Shigeru    |
| Sturzkampfbomber | 18     | Aichi D3A      | Chihaya Takehiko |
| Torpedobomber    | 18     | Nakajima B5N   | Murata Shigeharu |

| Typ              | Anzahl | Flugzeug       | Kommandant      |
| ---------------- | ------ | -------------- | --------------- |
| Jagdflugzeug     | 18     | Mitsubishi A6M | Sato Masao      |
| Sturzkampfbomber | 18     | Aichi D3A      | Ogawa Shoichi † |
| Torpedobomber    | 27     | Nakajima B5N   | Kitajima Ichiro |

| Typ              | Anzahl | Flugzeug       | Kommandant         |
| ---------------- | ------ | -------------- | ------------------ |
| Jagdflugzeug     | 18     | Mitsubishi A6M | Mori Shigeru †     |
| Sturzkampfbomber | 18     | Aichi D3A      | Kobayashi Michio † |
| Torpedobomber    | 18     | Nakajima B5N   | Kikuchi Rokuro †   |

| Typ              | Anzahl | Flugzeug       | Kommandant      |
| ---------------- | ------ | -------------- | --------------- |
| Jagdflugzeug     | 21     | Mitsubishi A6M | Suganami Masaji |
| Sturzkampfbomber | 18     | Aichi D3A      | Ikeda Masai     |
| Torpedobomber    | 18     | Nakajima B5N   | Abe Heijiro     |
| Sturzkampfbomber | 2      | Yokosuka D4Y   |                 |

| Typ              | Anzahl | Flugzeug    | Kommandant          |
| ---------------- | ------ | ----------- | ------------------- |
| Jagdflugzeug     | 27     | Grumman F4F | James S. Gray       |
| Sturzkampfbomber | 19     | Douglas SBD | Richard H. Best     |
| Sturzkampfbomber | 19     | Douglas SBD | Wilmer E. Gallaher  |
| Torpedobomber    | 14     | Douglas TBD | Eugene E. Lindsey † |

| Typ              | Anzahl | Flugzeug    | Kommandant            |
| ---------------- | ------ | ----------- | --------------------- |
| Jagdflugzeug     | 25     | Grumman F4F | John S. Thach         |
| Sturzkampfbomber | 18     | Douglas SBD | Maxwell F. Leslie     |
| Sturzkampfbomber | 19     | Douglas SBD | Wallace C. Short, Jr. |
| Torpedobomber    | 13     | Douglas TBD | Lance Edward Massey † |

| Typ              | Anzahl | Flugzeug    | Kommandant         |
| ---------------- | ------ | ----------- | ------------------ |
| Jagdflugzeug     | 25     | Grumman F4F | Samuel G. Mitchell |
| Sturzkampfbomber | 18     | Douglas SBD | Robert R. Johnson  |
| Sturzkampfbomber | 18     | Douglas SBD | Walter F. Rodee    |
| Torpedobomber    | 15     | Douglas TBD | John C. Waldron †  |

## Mediale Rezeption

### Dokumentation
- Die Schlacht um Midway: Während der Schlacht gefilmter Propagandafilm der US Navy des Regisseurs John Ford, USA 1942, 2003 auf DVD veröffentlicht.[8]

### Spielfilme
- Sturm über dem Pazifik, US-amerikanischer Kriegsfilm von Delmer Daves von 1949, der die Entwicklung der US-Flugzeugträger zum Thema hat.
- Schlacht um Midway, Spielfilm von 1976, Regie: Jack Smight, Darsteller: Charlton Heston, Henry Fonda, James Coburn, Glenn Ford, Hal Holbrook, Toshirō Mifune, Robert Mitchum, Robert Wagner u. v. a., Musik: John Williams, 2003 auf DVD veröffentlicht.
- War and Remembrance, TV-Miniserie von 1988; Regie: Dan Curtis, Darsteller: Robert Mitchum, Jane Seymour, Hart Bochner, Sharon Stone, Robert Morley. 12 Teile, 1620 min. Teil 3 hat die Schlacht um Midway zum Thema. Nach dem gleichnamigen Roman von Herman Wouk.
- Midway – Für die Freiheit, US-amerikanischer Spielfilm von 2019, Regie: Roland Emmerich, Darsteller: Luke Evans, Woody Harrelson, Patrick Wilson, Mandy Moore u. a. Musik: Harald Kloser, Thomas Wanker.

### Videospiele
- Pacific Strike: Der Spieler schlüpft in die Rolle eines Piloten an Bord der Enterprise. In einer der Missionen wird die Schlacht um Midway nachgespielt, Ziel ist die Versenkung eines Flugzeugträgers.